# Sunnyside (Georgia)
Sunnyside ist  ein census-designated place (CDP) im Ware County im US-Bundesstaat Georgia mit 1303 Einwohnern (Stand: 2010).

## Geographie
Sunnyside grenzt im Südwesten direkt an die Stadt Waycross und liegt rund 370 km südöstlich von Atlanta. Der CDP wird vom U.S. Highway 84 (SR 38) tangiert und liegt am Ufer des Satilla River.

## Demographische Daten
Laut der Volkszählung von 2010 verteilten sich die damaligen 1303 Einwohner auf 539 bewohnte Haushalte, was einen Schnitt von 2,42 Personen pro Haushalt ergibt. Insgesamt bestehen 600 Haushalte. 
70,1 % der Haushalte waren Familienhaushalte (bestehend aus verheirateten Paaren mit oder ohne Nachkommen bzw. einem Elternteil mit Nachkomme) mit einer durchschnittlichen Größe von 2,92 Personen. In 28,8 % aller Haushalte lebten Kinder unter 18 Jahren sowie in 36,7 % aller Haushalte Personen mit mindestens 65 Jahren.
24,6 % der Bevölkerung waren jünger als 20 Jahre, 20,6 % waren 20 bis 39 Jahre alt, 27,6 % waren 40 bis 59 Jahre alt und 27,2 % waren mindestens 60 Jahre alt. Das mittlere Alter betrug 44 Jahre. 47,4 % der Bevölkerung waren männlich und 52,6 % weiblich.
85,3 % der Bevölkerung bezeichneten sich als Weiße, 10,4 % als Afroamerikaner, 0,5 % als Indianer und 0,8 % als Asian Americans. 1,5 % gaben die Angehörigkeit zu einer anderen Ethnie und 1,5 % zu mehreren Ethnien an. 2,7 % der Bevölkerung bestand aus Hispanics oder Latinos.
Das durchschnittliche Jahreseinkommen lag bei 76.033 $, dabei lebten 36,1 % der Bevölkerung unter der Armutsgrenze.